# Adriaan van Schrieck
Adriaan van Sc(h)rieck (Brugge, 26 december 1560 – Ieper, 26 december 1621), heer van Rodorne, was een Vlaams ambtenaar en humanist, vooral bekend om zijn geschiedkundig en taalkundig werk. Hij staat ook bekend onder zijn Latijnse naam, Adrianus Sc(h)rieckius.

## Levensloop
Nadat Van Schrieck zijn eerste onderwijs genoten had in zijn geboortestad Brugge, trok hij naar Parijs om er filosofie en rechten te studeren. Hier kwam hij in contact met bekende personen, zoals Henri de Mesmes, raadsheer van State en kanselier van Navarra, Guillaume Tournier of Pierre en François Pithou.
Teruggekeerd naar zijn vaderland, maakte hij kennis met Gerard van Horne, graaf van Baucigny, en met Nicolaas van Montmorency, graaf van Stegers. Op hun voorspraak werd hij benoemd tot baljuw van Kassel, Stegers, Basse en Loker. Later werd hij raadsheer van de vorsten Albrecht en Isabella. Ten slotte was hij tussen 1609 en 1619 raadsheer van de stad Ieper, waar hij zijn laatste jaren doorbracht, tot hij in december 1621 aan een beroerte bezweek.
In zijn vrije tijd wijdde hij zich aan geschiedkundig onderzoek, bijgestaan door een netwerk van Zuid- en Noord-Nederlandse humanisten zoals Nicolaas Cromhout, Hendrik van der Putten en Joost de Rycke, en onder bescherming van het vorstenpaar Albrecht en Isabella. Van Schrieck beschreef in zijn historische werken onder meer de geschiedenis van Ieper en de oergeschiedenis van Europa.

## Belangrijkste werken
- Van Scrieck, Adriaen (1614). Van t’beghin der eerster volcken van Europen, in-sonderheyt vanden oorspronck ende saecken der Neder-Landren, xxiii Boecken, Met betoon vande dwalinghen der Griecken ende Latinen op t’selve Beghin ende den ghemeynen Oorspronck. Ende dat de Neder-Landren metten Ga-halen ende Tuytschen t’samen in d’eerste tijden ghenaemt Kelten, ghecomen uuten Hebreen op t’Noorden ofte den Kelteghen cant des weerelts / ghelijck de Caldeen op t’Oosten / ende ander na t’Heet-Op der Sonnen; verre te boven gaen den Griecken ende Romainen in ouderdom ende spraecke. Af-beleet vanden Beghinne, totten tijd van Carolus Magnus, ende besluytende over de 4900 iaeren. By François Bellet, Boeck-drucker, t'Ypre. Gearchiveerd op 14 augustus 2019. Geraadpleegd op 13 september 2016.
- (la) Scrieckius, Adrianus (1615). Monitorum secundorum libri V quibus Originum rerumque Celticarum et Belgicarum Opus suum nuper editum, altius et auctius e fontibus Hebraicis, ipsaque rerum orogine deducit, probat, firmatque. Ad Teutones, Belgas, Gallos, Italos, Iberos, Britannos, Danos, et aquilonares. Admirandae Celtarum Antiquitatis et hactenus inauditae et inanimadversae observationis de vera et falsa origine monimentum, sive Europa rediviva. Ex officina typographica Francisci Belletti, Ypris Flandrorum. Gearchiveerd op 14 augustus 2019. Geraadpleegd op 13 september 2016.
- (la) Scrieckius, Adrianus (1620). A consiliis adversariorum libri IIII. His argumentis: Linguam Hebraicam esse divinam & primogeniam. Linguam Teutonicam esse secundam, & dialecto tantum ab Hebræa distare. Apologia pro Diuo Hieronymo. Metrum Hebraicum, post D. Hieronymum ignoratum, nunc repertum. De vulgaribus Hebraizantium, Historicorum, Geographorum, & Criticorum, circa Origines, erroribus. Ex officina typographica Francisci Belletti, Ipris Flandrorum. Gearchiveerd op 14 augustus 2019. Geraadpleegd op 13 september 2016.
- Adriaan van Schrieck schreef begin XVIIe eeuw over de ouderdom van onze taal en publiceerde: Van 't beghin der eerste volcken van Europen, insonderheyt van den oorspronck der Nederlanden, Ieper, 1614.

## Voorouders
|  |                                                                                        |  |  |  |  |  |  |  |  |  |  |  |  |  |  |  |
|  | 16. Ioannes van Scrieck °Westdorpe - †Zuiddorpe gevlucht voor de overstroming van 1421 |  |  |  |  |  |  |  |  |  |  |  |  |  |  |  |
|  |                                                                                        |  |  |  |  |  |  |  |  |  |  |  |  |  |  |  |
|  |                                                                                        |  |  |  |  |  |  |  |  |  |  |  |  |  |  |  |
|  | 8. Simon van Scrieck °Zuiddorpe - †Zuiddorpe soldaat onder Filips de Goede             |  |  |  |  |  |  |  |  |  |  |  |  |  |  |  |
|  |                                                                                        |  |  |  |  |  |  |  |  |  |  |  |  |  |  |  |
|  |                                                                                        |  |  |  |  |  |  |  |  |  |  |  |  |  |  |  |
|  | 17. Adriana Stelandia                                                                  |  |  |  |  |  |  |  |  |  |  |  |  |  |  |  |
|  |                                                                                        |  |  |  |  |  |  |  |  |  |  |  |  |  |  |  |
|  |                                                                                        |  |  |  |  |  |  |  |  |  |  |  |  |  |  |  |
|  | 4. Ioannes van Scrieck °Zuiddorpe - †Zuiddorpe berooid door een overstroming           |  |  |  |  |  |  |  |  |  |  |  |  |  |  |  |
|  |                                                                                        |  |  |  |  |  |  |  |  |  |  |  |  |  |  |  |
|  |                                                                                        |  |  |  |  |  |  |  |  |  |  |  |  |  |  |  |
|  | 2. Petrus van Scrieck °Zuiddorpe - †Brugge koopman die op Noorwegen voer               |  |  |  |  |  |  |  |  |  |  |  |  |  |  |  |
|  |                                                                                        |  |  |  |  |  |  |  |  |  |  |  |  |  |  |  |
|  |                                                                                        |  |  |  |  |  |  |  |  |  |  |  |  |  |  |  |
|  | 1. Adrianus van Scrieck °Brugge - †Ieper ambtenaar, geschiedkundige, heer van Rodorne  |  |  |  |  |  |  |  |  |  |  |  |  |  |  |  |
|  |                                                                                        |  |  |  |  |  |  |  |  |  |  |  |  |  |  |  |
|  |                                                                                        |  |  |  |  |  |  |  |  |  |  |  |  |  |  |  |
|  | 6. Ioannes                                                                             |  |  |  |  |  |  |  |  |  |  |  |  |  |  |  |
|  |                                                                                        |  |  |  |  |  |  |  |  |  |  |  |  |  |  |  |
|  |                                                                                        |  |  |  |  |  |  |  |  |  |  |  |  |  |  |  |
|  | 3. Cornelia Maestera nicht van bisschop Pieter de Corte                                |  |  |  |  |  |  |  |  |  |  |  |  |  |  |  |
|  |                                                                                        |  |  |  |  |  |  |  |  |  |  |  |  |  |  |  |
|  |                                                                                        |  |  |  |  |  |  |  |  |  |  |  |  |  |  |  |

Deze vooroudertafel berust op de biografie door Leonardus Neytsius, toegevoegd aan Van Schriecks Monita uit 1516. Neytsius, die kanunnik was van de Brugse Sint-Donaaskathedraal, had de biografie op 1 mei 1613 als aanbevelingsbrief gestuurd naar de Ieperse bisschop Jan de Visschere.